# Georg Kumpsthoff
Georg Kumpsthoff (* im 16. Jahrhundert in Dortmund; † 28. März 1649 ebenda) war ein deutscher Jurist  und  Gesandter der Freien Reichsstadt Dortmund zu den Verhandlungen, die 1648 zum Westfälischen Frieden geführt haben.

## Leben
Georg Kumpsthoff wurde als Sohn des Ratsherrn und Erbsassen Johann Kumpsthoff und dessen Ehefrau Else Pottgießer geboren. Sein Studium der Rechtswissenschaften schloss er als Doktor beider Rechte ab und war als Notar in Dortmund tätig, bis er 1641 zum Stadtsyndikus in Dortmund ernannt wurde. Dieses Amt übte er bis 1649 aus. 
Von 1646 bis 1648 nahm er als Gesandter der Freien Reichsstadt Dortmund an den Verhandlungen in Münster und Osnabrück teil, die zum Westfälischen Frieden geführt haben.